# Antoine Pesne
Antoine Pesne (Parigi, 29 maggio 1683 – Berlino, 5 agosto 1757) è stato un pittore francese attivo in Prussia. Fu considerato uno dei maggiori esponenti del tardo Barocco e del Rococò.

## Biografia
Antoine Pesne nacque a Parigi il 29 maggio 1683, studiò arte presso il padre, Thomas Pesne e suo zio materno, Charles de La Fosse. Le sue opere furono influenzate da altri maggiori pittori francesi del suo tempo come Hyacinthe Rigaud e Nicolas de Largillière. Viaggiò inoltre in Italia, in particolare a Roma, Napoli e a Venezia dove studiò insieme ad Andrea Celesti opere di Tiziano e di Paolo Veronese. 
Nel 1710 fu chiamato a Berlino dal re di Prussia Federico dove, dal 1722, lavorò come direttore all'accademia delle arti ritraendo principalmente membri della nobiltà prussiana e decorando edifici come i castelli di Rheinsberg, di Charlottenburg e di Sanssouci.

## Galleria d'immagini

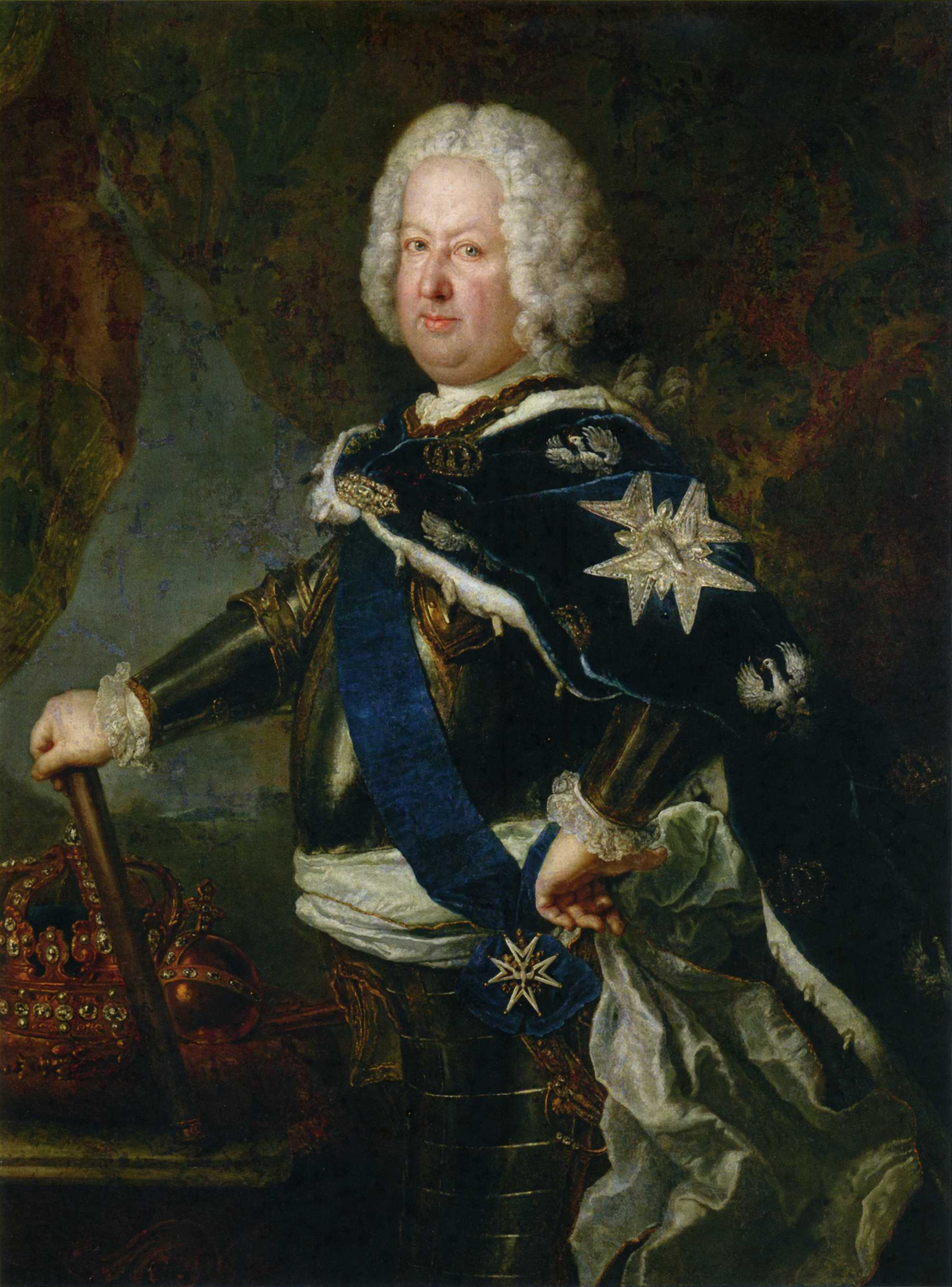
Stanisław Leszczyński
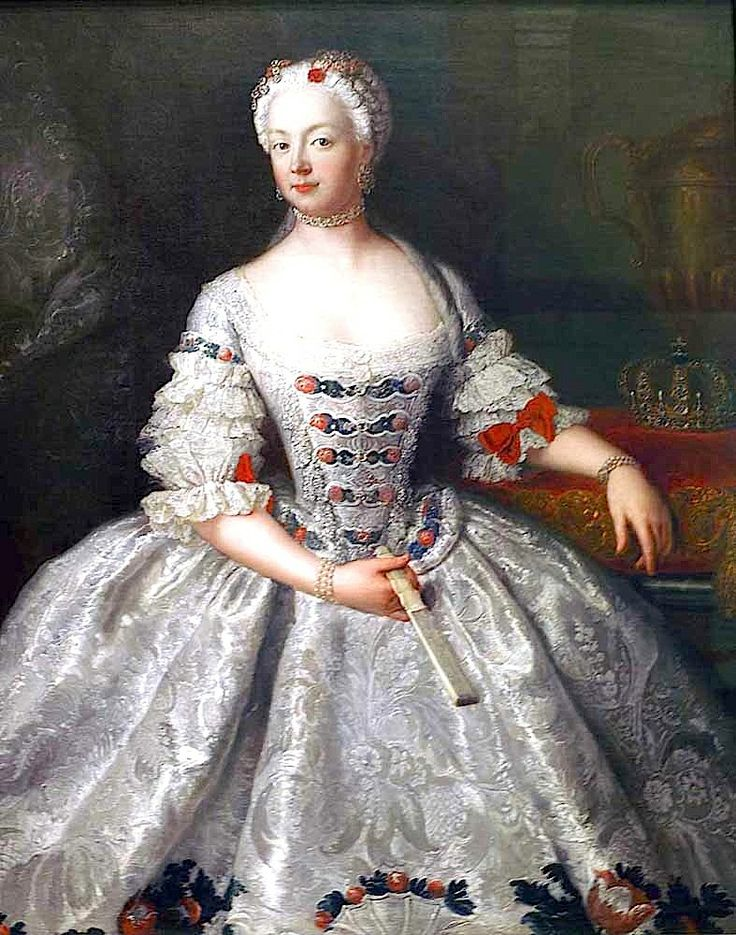
Elisabetta Cristina di Brunswick-Bevern
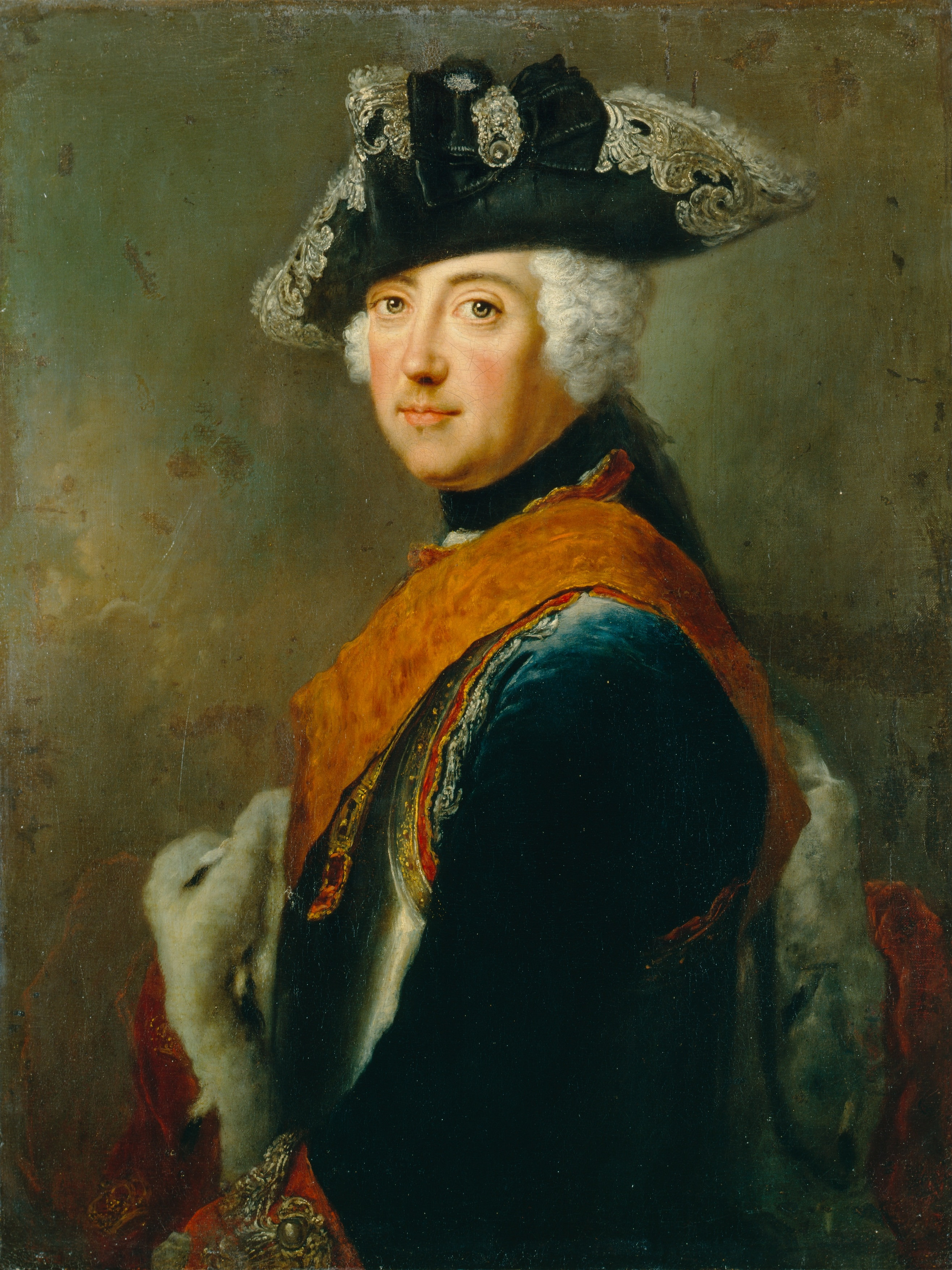
Federico II di Prussia
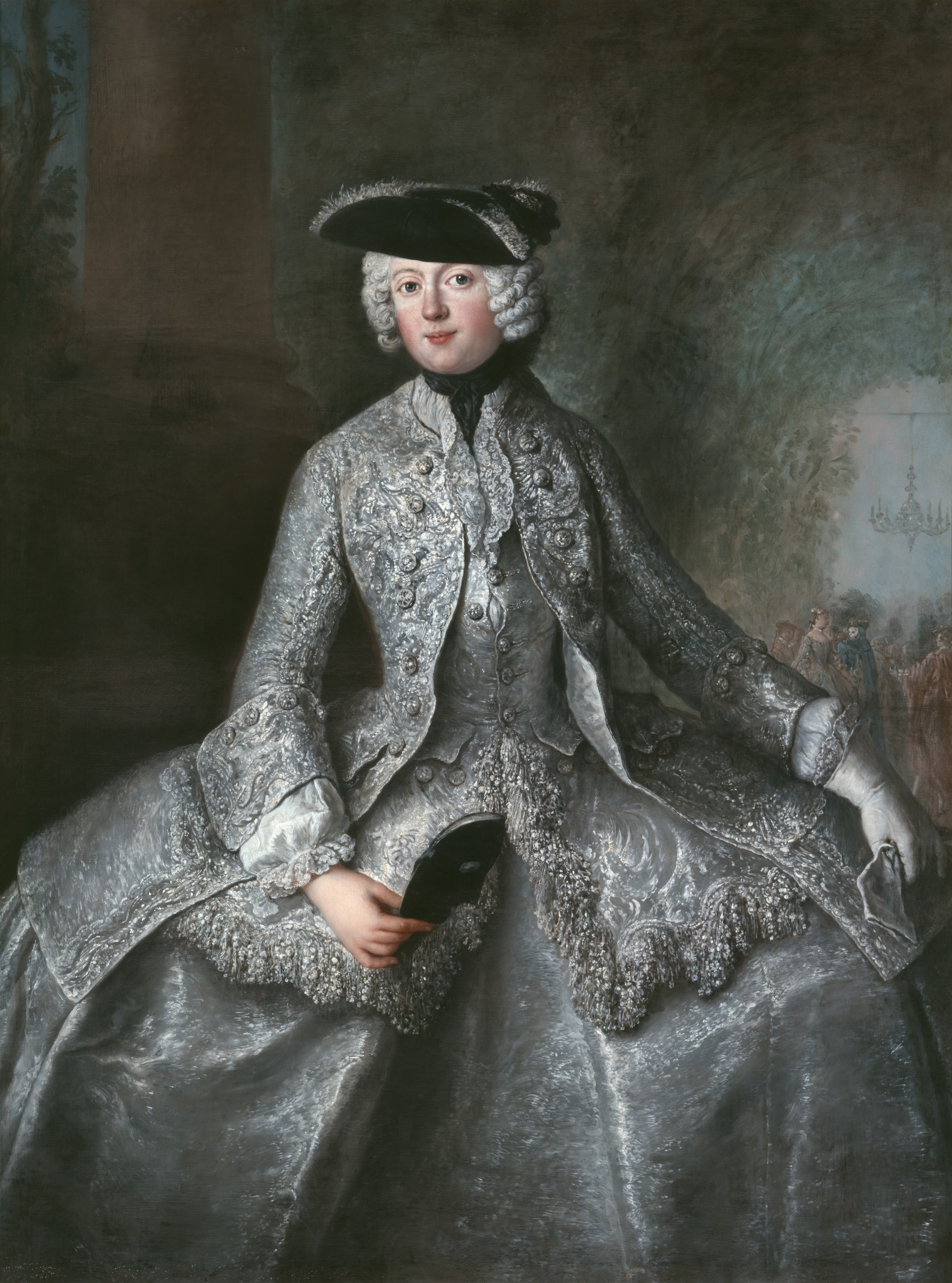
Anna Amalia di Prussia
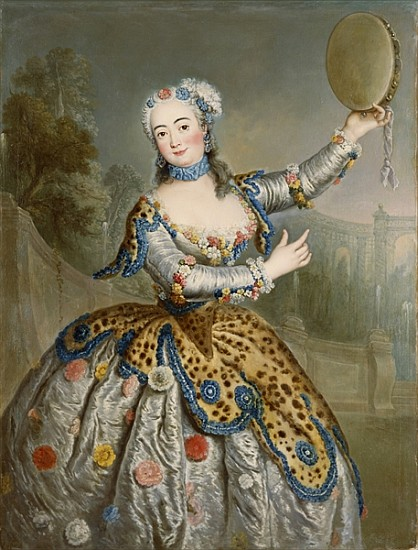
Barbara Campanini aka La Barberina